# Septième circonscription de La Réunion
La septième circonscription de La Réunion est l'une des sept circonscriptions législatives de l'île de La Réunion, département d'outre-mer français dans le sud-ouest de l'océan Indien. Créée en 2010 à la faveur d'un redécoupage, elle comprend des territoires qui relevaient autrefois des deuxième et troisième circonscriptions, entre Saint-Paul et Saint-Louis.

## Découpage
La septième circonscription de la Réunion recouvre les huit cantons suivants :
| Canton                  | Commune       |
| ----------------------- | ------------- |
| Canton des Avirons      | Les Avirons   |
| Canton de L'Étang-Salé  | L'Étang-Salé  |
| Canton de Saint-Leu-1   | Saint-Leu     |
| Canton de Saint-Leu-2   | Saint-Leu     |
| Canton de Saint-Louis-1 | Saint-Louis   |
| Canton de Saint-Paul-4  | Saint-Paul    |
| Canton de Saint-Paul-5  | Saint-Paul    |
| Canton de Trois-Bassins | Trois-Bassins |

Les cantons de Saint-Paul-4, Saint-Paul-5 et Trois-Bassins étaient rattachés à la deuxième circonscription de La Réunion jusqu'au redécoupage de 2010. De même, les cantons des Avirons, de L'Étang-Salé, de Saint-Leu-1, de Saint-Leu-2 et de Saint-Louis-1 étaient jusqu'alors compris dans la troisième circonscription de La Réunion.

## Députés
Thierry Robert a été le premier député de la circonscription élu le 17 juin 2012. Réélu en 2017, il est déclaré inéligible pendant 3 ans par le Conseil constitutionnel le 6 juillet 2018, en raison de l'ancienneté et de l'importance de sa dette fiscale, qui porte sur plusieurs années et sur plusieurs impôts. Il est déclaré démissionnaire d'office de son mandat de député en application de l'article L.O. 136-4 du code électoral.
| Législature | Début de mandat | Fin de mandat | Député                           | Parti politique                         | Observations |
| ----------- | --------------- | ------------- | -------------------------------- | --------------------------------------- | --- |
| XIVe        | 20 juin 2012    | 20 juin 2017  | Thierry Robert                   | La Politique autrement                  | |
| XVe         | 21 juin 2017    | 21 juin 2022  | Thierry Robert Jean-Luc Poudroux | La Politique autrement Objectif Réunion | Élection de Thierry Robert annulée par le Conseil constitutionnel le 6 juillet 2018. Jean-Luc Poudroux lui succède à la suite d'une élection partielle. |
| XVIe        | 22 juin 2022    | 9 juin 2024   | Perceval Gaillard                | La France insoumise                     | Mandat écourté à la suite d'une dissolution parlementaire décidée par Emmanuel Macron.                                                                  |

### Élections de 2012
| Candidat       | Candidat              | Parti          | Premier tour | Premier tour | Second tour | Second tour |  |
| Candidat       | Candidat              | Parti          | Voix         | %            | Voix        | %           |  |
| -------------- | --------------------- | -------------- | ------------ | ------------ | ----------- | ----------- |  |
|                | Thierry Robert élu    | MoDem          | 16 224       | 37,81        | 29 366      | 66,90       |  |
|                | Jean-Claude Lacouture | UMP            | 9 450        | 22,02        | 14 532      | 33,10       |  |
|                | Fabrice Hoarau        | PCR            | 5 125        | 11,94        |             |             |  |
|                | Jean-Marie Lasson     | PS             | 4 822        | 11,24        |             |             |  |
|                | Jean-Marc Gamarus     | diss. PCR      | 3 289        | 7,67         |             |             |  |
|                | Danon Lutchmee Odayen | EÉLV           | 1 496        | 3,49         |             |             |  |
|                | Jean-Claude Otto-Bruc | FN             | 1 239        | 2,89         |             |             |  |
|                | Jean-Hugues Savigny   | FG (PCF)       | 788          | 1,84         |             |             |  |
|                | Pierre Magnin         | Pirate         | 329          | 0,77         |             |             |  |
|                | Denis Simonin         | Alt            | 146          | 0,34         |             |             |  |
|                |                       |                |              |              |             |             |  |
| Inscrits       | Inscrits              | Inscrits       | 99 102       | 100,00       | 99 095      | 100,00      |  |
| Abstentions    | Abstentions           | Abstentions    | 53 714       | 54,2         | 50 470      | 50,93       |  |
| Votants        | Votants               | Votants        | 45 388       | 45,8         | 48 625      | 49,07       |  |
| Blancs et nuls | Blancs et nuls        | Blancs et nuls | 2 480        | 5,46         | 4 727       | 9,72        |  |
| Exprimés       | Exprimés              | Exprimés       | 42 908       | 94,54        | 43 898      | 90,28       |  |

### Élections de 2017
|                                                                            |                                                         |                           |                           |                          |                          |
|                                                                            |                                                         | Premier tour 11 juin 2017 | Premier tour 11 juin 2017 | Second tour 18 juin 2017 | Second tour 18 juin 2017 |
|                                                                            |                                                         |                           |                           |                          |                          |
|                                                                            |                                                         | Nombre                    | % des inscrits            | Nombre                   | % des inscrits           |
| Inscrits                                                                   | Inscrits                                                | 110 367                   | 100,00                    | 110 366                  | 100,00                   |
| Abstentions                                                                | Abstentions                                             | 73 965                    | 67,02                     | 66 914                   | 60,63                    |
| Votants                                                                    | Votants                                                 | 36 402                    | 32,98                     | 43 452                   | 39,37                    |
|                                                                            |                                                         |                           | % des votants             |                          | % des votants            |
| Bulletins blancs                                                           | Bulletins blancs                                        | 1 779                     | 4,89                      | 3 228                    | 7,43                     |
| Bulletins nuls                                                             | Bulletins nuls                                          | 1 725                     | 4,74                      | 3 529                    | 8,12                     |
| Suffrages exprimés                                                         | Suffrages exprimés                                      | 32 898                    | 90,37                     | 36 695                   | 84,45                    |
|                                                                            |                                                         |                           |                           |                          |                          |
| Candidat Étiquette politique (partis et alliances)                         | Candidat Étiquette politique (partis et alliances)      | Voix                      | % des exprimés            | Voix                     | % des exprimés           |
|                                                                            |                                                         |                           |                           |                          |                          |
|                                                                            | Thierry Robert (député sortant) Mouvement démocrate     | 11 144                    | 33,87                     | 22 305                   | 60,78                    |
|                                                                            | Fabrice Marouvin-Viramalé Divers droite                 | 5 409                     | 16,44                     | 14 390                   | 39,22                    |
|                                                                            | Perceval Gaillard La France insoumise                   | 3 905                     | 11,87                     |                          |                          |
|                                                                            | Emmanuel Séraphin Divers gauche                         | 3 569                     | 10,85                     |                          |                          |
|                                                                            | Sandra Sinimalé Les Républicains                        | 2 373                     | 7,21                      |                          |                          |
|                                                                            | Jean-François Nativel Divers                            | 2 023                     | 6,15                      |                          |                          |
|                                                                            | Michelle Graja Front national                           | 1 346                     | 4,09                      |                          |                          |
|                                                                            | Jonathan Rivière Divers droite                          | 1 151                     | 3,50                      |                          |                          |
|                                                                            | Éric Marcely Écologiste                                 | 794                       | 2,41                      |                          |                          |
|                                                                            | Julietta Ichiza-Imaho Divers gauche                     | 448                       | 1,36                      |                          |                          |
|                                                                            | Laurent Jourdanne Divers (Union populaire républicaine) | 414                       | 1,26                      |                          |                          |
|                                                                            | Denis Favre Divers (Parti du vote blanc)                | 322                       | 0,98                      |                          |                          |
| Source : Ministère de l'Intérieur - Septième circonscription de La Réunion |                                                         |                           |                           |                          |                          |

### Élections de 2022
| Résultats des élections législatives des 12 et 19 juin 2022 de la 7e circonscription de la Réunion |                          |                          |                          |              |              |             |             |
| Candidat                                                                                           | Candidat                 | Parti                    | Nuance                   | Premier tour | Premier tour | Second tour | Second tour |
| Candidat                                                                                           | Candidat                 | Parti                    | Nuance                   | Voix         | %            | Voix        | %           |
| | Thierry Robert           | PACT                     | DVC                      | 7 912        | 24,53        | 17 483      | 48,76       |
| | Perceval Gaillard        | LFI-RÉ974 (NUPES)        | DVG                      | 6 716        | 20,82        | 18 372      | 51,24       |
| | Johan Guillou            | SE                       | DVG                      | 4 376        | 13,57        |             |             |
| | Hélène Coddeville        | LREM (ENS)               | ENS                      | 2 837        | 8,79         |             |             |
| | Johnatan Rivière         | RN                       | RN                       | 2 656        | 8,23         |             |             |
| | Jean-François Nativel    | LMR                      | DVD                      | 2 055        | 6,37         |             |             |
| | Karim Juhoor             | SE                       | DVG                      | 1 416        | 4,39         |             |             |
| | Isaline Tronc            | SE                       | DVG                      | 1 150        | 3,56         |             |             |
| | Gaël Velleyen            | SE                       | REG                      | 907          | 2,81         |             |             |
| | Éric Marcely             | LP (UPF)                 | DSV                      | 636          | 1,97         |             |             |
| | François Valeama         | PCR                      | DVG                      | 488          | 1,51         |             |             |
| | Jean-Luc Payet           | LO                       | DXG                      | 333          | 1,03         |             |             |
| | Richelain Catherine      | SE                       | DIV                      | 331          | 1,03         |             |             |
| | Rémy Massain             | PRG                      | RDG                      | 228          | 0,71         |             |             |
| | Jérôme Bachou            | LREM diss.               | DVC                      | 218          | 0,68         |             |             |
| Votes valides                                                                                      | Votes valides            | Votes valides            | Votes valides            | 32 259       | 93,07        | 35 855      | 89,22       |
| Votes blancs                                                                                       | Votes blancs             | Votes blancs             | Votes blancs             | 1 134        | 3,27         | 2 194       | 5,46        |
| Votes nuls                                                                                         | Votes nuls               | Votes nuls               | Votes nuls               | 1 269        | 3,66         | 2 136       | 5,32        |
| Total                                                                                              | Total                    | Total                    | Total                    | 34 662       | 100          | 40 185      | 100         |
| Abstention                                                                                         | Abstention               | Abstention               | Abstention               | 83 583       | 70,69        | 78 102      | 66,03       |
| Inscrits / participation                                                                           | Inscrits / participation | Inscrits / participation | Inscrits / participation | 118 245      | 29,31        | 118 287     | 33,97       |

### Élections de 2024
| Candidat                 | Candidat                 | Parti et coalition       | Nuance                   | Premier tour | Premier tour | Second tour | Second tour |
| Candidat                 | Candidat                 | Parti et coalition       | Nuance                   | Voix         | %            | Voix        | %           |
| ------------------------ | ------------------------ | ------------------------ | ------------------------ | ------------ | ------------ | ----------- | ----------- |
|                          | Perceval Gaillard        | LFI - RÉ974 (NFP)        | UG                       | 14 851       | 29,55        | 29 190      | 57,33       |
|                          | Jean-Luc Poudroux        | RN                       | RN                       | 12 853       | 25,57        | 21 725      | 42,67       |
|                          | Thierry Robert           | PACT                     | DVC                      | 11 083       | 22,05        |             |             |
|                          | Cyrille Hamilcaro        | FR                       | DVD                      | 3 754        | 7,47         |             |             |
|                          | Karim Juhoor             | ReUnion                  | DVG                      | 2 854        | 5,68         |             |             |
|                          | Isaline Tronc            | VLR                      | DVG                      | 2 651        | 5,27         |             |             |
|                          | Jean-Luc Payet           | LO                       | EXG                      | 724          | 1,44         |             |             |
|                          | Nathalie de Boisvilliers | REC                      | REC                      | 551          | 1,10         |             |             |
|                          | Catherine Richelain      | SE                       | DIV                      | 479          | 0,95         |             |             |
|                          | Sandrine Moukine         | DLF                      | DSV                      | 461          | 0,92         |             |             |
|                          |                          |                          |                          |              |              |             |             |
| Votes valides            | Votes valides            | Votes valides            | Votes valides            | 50 261       | 93,32        | 50 915      | 90,28       |
| Votes blancs             | Votes blancs             | Votes blancs             | Votes blancs             | 1 806        | 3,35         | 2 858       | 5,07        |
| Votes nuls               | Votes nuls               | Votes nuls               | Votes nuls               | 1 792        | 3,33         | 2 625       | 4,65        |
| Total                    | Total                    | Total                    | Total                    | 53 859       | 100          | 56 398      | 100         |
| Abstention               | Abstention               | Abstention               | Abstention               | 67 287       | 55,54        | 64 803      | 53,47       |
| Inscrits / participation | Inscrits / participation | Inscrits / participation | Inscrits / participation | 121 146      | 44,46        | 121 201     | 46,53       |